# العلاقات الأندورية الكازاخستانية
العلاقات الأندورية الكازاخستانية هي العلاقات الثنائية التي تجمع بين أندورا وكازاخستان.

## مقارنة بين البلدين
هذه مقارنة عامة ومرجعية للدولتين:
| وجه المقارنة                                              | أندورا                                                     | كازاخستان                      |
| --------------------------------------------------------- | ---------------------------------------------------------- | ------------------------------ |
| المساحة (كم2)                                             | 468                                                        | 2.72 مليون                     |
| عدد السكان (نسمة)                                         | 76.18 ألف                                                  | 17.95 مليون                    |
| الكثافة السكانية (ن./كم²)                                 | 16.28 ألف                                                  | 6.6                            |
| العاصمة                                                   | أندورا لا فيلا                                             | نور سلطان                      |
| اللغة الرسمية                                             | اللغة الكتالونية                                           | اللغة القازاقية، اللغة الروسية |
| العملة                                                    | يورو                                                       | تينغ كازاخستاني                |
| الناتج المحلي الإجمالي (بليون دولار)                      | 3.01 مليار                                                 | 159.41 مليار                   |
| الناتج المحلي الإجمالي (تعادل القوة الشرائية) بليون دولار |                                                            | 439.39 مليار                   |
| الناتج المحلي الإجمالي الاسمي للفرد دولار أمريكي          |                                                            | 10.51 ألف                      |
| الناتج المحلي الإجمالي للفرد دولار أمريكي                 |                                                            | 24.23 ألف                      |
| مؤشر التنمية البشرية                                      | 0.858                                                      | 0.788                          |
| رمز المكالمات الدولي                                      | +376                                                       | +7                             |
| رمز الإنترنت                                              | .ad                                                        | .kz، .қаз ‏                     |
| المنطقة الزمنية                                           | ت ع م+01:00، توقيت وسط أوروبا، ت ع م+02:00، أوروبا/أندورا ‏ | ت ع م+05:00، ت ع م+06:00       |

## منظمات دولية مشتركة
يشترك البلدان في عضوية مجموعة من المنظمات الدولية، منها:
| علم المنظمة | اسم المنظمة                    | تاريخ انضمام أندورا | تاريخ انضمام كازاخستان |
| ----------- | ------------------------------ | ------------------- | ---------------------- |
|             | منظمة الشرطة الجنائية الدولية  | ?                   | ?                      |
|             | الأمم المتحدة                  | 28 يوليو 1993       | 2 مارس 1992            |
|             | منظمة الأمن والتعاون في أوروبا | 25 أبريل 1996       | 30 يناير 1992          |
|             | يونسكو                         | 20 أكتوبر 1993      | 22 مايو 1992           |
|             | منظمة حظر الأسلحة الكيميائية   | ?                   | ?                      |
|             | الاتحاد الدولي للاتصالات       | 12 نوفمبر 1993      | 23 فبراير 1993         |

## وصلات خارجية
- موقع وزارة الخارجية الأندورية
- موقع وزارة الخارجية الكازاخستانية